# Pueblo Lavanda
Pueblo Lavanda (Japonés: シオンタウン Hepburn: Shion Taun, Shion Town) es un pueblo ficticio de los videojuegos Pokémon Rojo y Azul. Representado como una localización encantada, el Pueblo Lavanda alberga un cementerio de estilo japonés. La música de fondo del Pueblo Lavanda es reconocida por el ambiente misterioso que añade al pueblo, y produjo el creepypasta del Síndrome del Pueblo Lavanda, el cual sugiere que más de cien niños japoneses se suicidaron después de escuchar la pista de audio.

## Conocimiento
El Pueblo Lavanda es un pueblo muy pequeño, que puede ser visitado en Pokémon Rojo y Azul, Amarillo, Oro, Plata, Cristal y remakes del mismo. En él se localiza la "Torre Pokémon", un cementerio de estilo japonés lleno de cientos de tumbas para los Pokémon difuntos, de ahí que se sugiera que el pueblo es un lugar encantado, y el personaje jugador puede encontrarse con Pokémon de tipo fantasma, así como el fantasma de un Marowak, que fue asesinado por el Team Rocket, dejando un Cubone huérfano. La Torre Pokémon fue reemplazada por la "Torre radiofónica de Kanto" en Pokémon Plata y Oro. El Pueblo Lavanda también es la sede del "Inspector de nombres", el cual deja que los jugadores cambien el apodo de sus Pokémon, y una casa de cuidados para Pokémon abandonados.
La Torre Pokémon aparece en la primera temporada de la serie anime Pokemón, cuando sus personajes principales buscan Pokémon de tipo fantasma para una batalla de gimnasio difícil. El Pueblo Lavanda también aparece en las series manga Pokémon Adventures y The Electric Tale of Pikachu.

## Música y el Síndrome del Pueblo Lavanda
La música de fondo del Pueblo Lavanda ha generado mucho interés debido a su sonido horripilante. Listándola como la segunda pista de videojuegos más tenebrosa en 2012, Brittany Vincent de Bloody Disgusting declaró que la melodía "engañosamente calmada... tiene un puesto alto en las memorias terroríficas de la mayoría de gamers". La música del Pueblo Lavanda, compuesta por Junichi Masuda, combina sonidos chiptune agudos con "un desfile de acordes desafinados" para crear una atmósfera misteriosa. Jay Hathaway de Gawker declaró que poniendo la música en bucle puede causar un "sentido impreciso de pavor".
Según una historia creepypasta que fue anónimamente subida a Pastebin en 2010, la música del Pueblo Lavanda ocasionó el suicidio de más de 100 niños japoneses en el verano de 1996. Otros presuntamente padecían sangrado de nariz, dolores de cabeza, o se volvían irritables. Según esta leyenda urbana, ritmos binaurales de tono alto se introducen en los cerebros de los niños de una manera a la que los adultos eran inmunes. Esto creaba la enfermedad bautizada como "el Síndrome del Pueblo Lavanda" y la historia original fue viral después de ser extendida en sitios web de interés general como 4chan. Varias personas han añadido detalles para hacer la historia más convincente con el tiempo, como con la edición de imágenes de fantasmas a salidas del espectrograma de la música del Pueblo Lavanda. Mark Hill, de Kill Screen, declaró que la denominación de la leyenda del Síndrome del Pueblo Lavanda "viene de corromper un símbolo inocente de la niñez", y dibujó comparaciones con "Dennō Senshi Porygon", un episodio de las series anime Pokémon que dio ataques epilépticos a cientos de niños japoneses.

## Teoría de seguidores
El personaje jugador puede batallar con su rival, Azul, en la Torre Pokémon. Los seguidores de la serie han notado que el Raticate de Blue, un Pokémon que utiliza para cada batalla hasta aquel punto, no aparece en esta lucha o confrontaciones subsiguientes. Esto lleva a los seguidores a especular con que el Pokémon de Azul había muerto en una batalla anterior y que Azul vino a la Torre Pokémon para lamentar la muerte de su Raticate y enterrarlo.